# Schwarz auf Weiß (1943)
Schwarz auf Weiß ist eine deutsche Filmkomödie aus dem Jahr 1943 mit Alt-Wiener Hintergrund.

## Handlung
Der wohlhabende Zuckerbäcker Eduard Streusler sieht seine Tochter Cornelia, die ein Lyzeum in Hietzing besucht, als zukünftige „Frau Doktorin“ und investiert viel in ihren Nachhilfeunterricht durch Dr. Hall. Doch Nelly, wie sie von allen genannt wird, zeigt mehr Begabung an Handarbeiten als an Latein.
Nun eröffnet Rauchfangkehrer Morawetz seinen Betrieb im selben Haus, zum Unwillen von Streusler, denn er fürchtet, dass durch die Tätigkeit eines Schornsteinfegers seine Waren verschmutzt werden. Eines Tages begegnet Nelly dem netten Heinz, der sich als Sohn von Morawetz erweist und ebenso wie dieser Rauchfangkehrer ist. Streusler ist außer sich, als er „schwarz auf weiß“ dessen rußigen Handabdruck auf der Bluse seiner Tochter entdeckt. 
In seinem Bemühen, die Schulleistung seiner Tochter zu verbessern, versucht er vergeblich, Nellys Schullehrer Professor Dr. Klaus mit einer Torte zu bestechen oder ihn als Nachhilfelehrer für seine Tochter zu gewinnen. Da gibt sich  Heinz ihm gegenüber als hochgelehrter Professor aus und wird umgehend als Nachhilfelehrer eingestellt. Streusler erkennt ihn zunächst nicht, denn in Zivil sieht er ganz anders aus als während seiner Arbeit. Doch als in der Bäckerei der Ofen verstopft und Heinz in seiner Berufskleidung vorbeischaut, fällt bei Streusler der Groschen: Der angebliche Professor und Nachhilfelehrer seiner Tochter ist in Wirklichkeit ein Rauchfangkehrer! 
Streusler denkt nicht daran, ihm seine Tochter zur Frau zu geben. Stattdessen versucht er es wieder mit einer Torte bei Professor Klaus. Dieser, der inzwischen von Heinz eingeweiht wurde, möchte ihn dezent dazu bringen, der Heirat seiner Tochter mit Heinz zuzustimmen, doch Streusler missversteht dessen Andeutungen völlig: Er glaubt, Professor Klaus wolle selber Nelly heiraten.
Heinz ist wütend, Nelly verwirrt. Erst bei der Verlobungsfeier wird Streusler von Professor Klaus über seinen Irrtum aufgeklärt. Nelly flüchtet zu Streuslers Schwester Pepi, die mit Hilfe von Streuslers eigenem schlechten Abgangszeugnis diesen endlich dazu bringt, seinen Widerstand gegen den künftigen Schwiegersohn aufzugeben.

## Produktionsnotizen
Der Film wurde in den Hostivar-Ateliers in Prag hergestellt. Die Filmbauten schuf Alois Metzerer. Uraufführung war am 29. Oktober 1943 in Graz.

## Kritiken
Der Filmdienst befand, das freundlich-bescheidene Wiener Lustspiel basiere ganz auf „Mosers Nuschelkomik“.